# Every Nation
Every Nation (zu deutsch Jede Nation) bzw. Every Nation Churches & Ministries (Every Nation Gemeinden und Pfarrämter) ist eine weltweite Organisation von Kirchengemeinden und Studentenmission. Der Verband ist in sieben Regionalverbänden organisiert und wird von Präsident Steve Murrell geleitet. Mit Stand von Ende 2023 gibt es weltweit 466 Kirchen, davon 25 in Europa. Das sind im deutschsprachigen Raum je zwei Standorte in Österreich und Deutschland.

## Geschichte
Die charismatisch geprägte Gemeinschaft His People („Seine Leute“ oder „Sein Volk“) wurde in Europa ab 1993 von Südafrika aus gegründet. Bis 2003 leitete das Missionarsehepaar Morris die Versammlungsstätte in Innsbruck und betrieb von dort aus den Aufbau weiterer Glaubenszentren in Österreich, Deutschland und der Schweiz. In Deutschland werden Zentren in Augsburg und Nürnberg unterhalten. Während diese Arbeit unter Charismatikern als Vorbild eines erfolgreichen Gemeindewachstums gilt, stagniert das Wachstum in Deutschland. 1998 wurde His People international von der evangelistisch-missionarischen Vereinigung Morning Star International aus den USA übernommen. Die Moral der Christengemeinschaft führte 2003 zum Ausschluss des südafrikanischen Gründers (P. Daniel) wegen Ehebruchs. Im Januar 2005 vollzog die Gruppierung die Umbenennung in „Every Nation“, was dem missionarischen Eifer ihrer Anhänger entspricht. In der Katholischen Kirche in Tirol war von dieser Gemeinde oftmals z. B. im Zusammenhang von Kirchenaustritten und Heilungsgottesdiensten die Rede.
Nach der Zusammenführung von „Morning Star“ und „His People“ wurde die Initiative 2010 ausgerufen: bis zum Jahr 2010 sollte jede Gemeinde alle drei Jahre eine neue Gemeinde zu gründen versuchen. Dieses Ziel ist gescheitert. Den Expandierungsversuchen gegenüber steht der Austritt der Gemeinden in Salzburg und Kufstein aus der Every Nation-Bewegung im Herbst 2006 bzw. Januar 2007. Seitdem sind His People Davos in der Schweiz und Every Nation Berlin die einzigen Neugründungen im deutschsprachigen Raum. Auch die Gemeinde in Davos ist Ende 2010 ausgetreten und gehört nun der Schweizerischen Pfingstmission an.

## Lehre und Gemeindeleben
Every Nation hält an grundsätzlichen evangelikalen christlichen Glaubensüberzeugungen fest und ist Mitglied in der Weltweiten Evangelischen Allianz.
Die deutschen Gemeinden haben von „Morning Star International“ folgende Grundwerte übernommen:
- Herrschaft Gottes (Unterordnung unter „Gottes Willen“),
- Jüngerschaft und Evangelisation (die Grundlage für den missionarischen Eifer),
- Leiterschaft und Familie als Lebensstil.

Die Lehre wird durch Pastoren und Älteste gepredigt. Ein Inhalt der Lehre ist der freiwillige Zehnte, das 10 Prozent des Einkommens des Gläubigen entsprechen soll. Die Gemeinden finanzieren sich ausschließlich durch Spenden. Ein internationaler Leitfaden sieht vor, dass der Pastor das Opfer mit einer kurzen Opferpredigt einleitet.

## Mission
Zu den Missionaren gehören nicht nur Gemeindeangehörige, sondern auch Missionare aus anderen Ländern. Dafür werden zahlreiche Tagungen („Konferenzen“) und Bibelschulen geschäftsmässig durchorganisiert. Die österreichischen Sektenbeauftragten schreiben: „Der Blick aufs Irdische dominiert. Was ins Auge fällt ist, dass auf Stärke, Wachstum und Beweglichkeit gepocht wird. Es ist zu hoffen, dass eine kritische Auseinandersetzung über eine US-geprägte Turbo-Mission in der Gemeinde selbst erfolgen wird.“
Ein Artikel der TAZ behandelt den Widerspruch zwischen dem zeitgemäßen locker-ungezwungenen Lebensstil der Anhänger dieser Gemeinschaft und dem Ehrgeiz des Berliner Predigers Gareth Lowe, „Teil einer Gemeindegründungsbewegung zu sein.“ Man wolle „kampfbereite Söhne“ rüsten und habe das Missionszentrum daher in Friedrichshain angesiedelt, einen Ort mit besonders vielen Studenten.